# Zmiany nazw ulic i placów w Warszawie
Zmiany nazw ulic i placów w Warszawie – ogół procesów mających na celu nadanie bądź zmianę patronów nazw przestrzeni miejskich Miasta Stołecznego Warszawy.

## Historia
Wprowadzone przez Stanisława Lubomirskiego pierwsze oficjalne nazwy ulic w Warszawie, pochodzą z roku 1770 lub 1771, wraz z obowiązkiem umieszczania kamiennych tablic z nazwą ulicy.
Historyczne nazwy miały charakter zwyczajowy i pochodziły np. od nazwisk właścicieli warszawskich jurydyk albo od nazw zawodów. Kolejne nazwy miały miejsce w XIX wieku w okresie Królestwa Polskiego, gdy carska administracja starała się upamiętnić swoich przedstawicieli czy zasługi w nazewnictwie. Oprócz tego na skutek rusyfikacji obowiązywały napisy dwujęzyczne – rosyjskie cyrylicą i polskie.
W czasie I wojny światowej, wraz z niemiecką okupacją, doszło do kolejnych zmian nazewnictwa. Ich celem było wyrugowanie śladów rosyjskiej dominacji. W tym okresie zwiększono po raz pierwszy powierzchnię miasta, wychodząc poza granice carskich umocnień, co spowodowało konieczność uregulowania nazewnictwa ulic przebiegających na nowo przyłączonym obszarze.
W okresie międzywojennym zmiany nazw ulic miały związek z przywracaniem nazw polskich, jak i upamiętnianiem znanych postaci. Powstała też sieć nowych ulic, przejmujących często nazewnictwo zwyczajowe. W czasie okupacji hitlerowskiej wszystkie nazwy zmienione zostały na niemieckie pisane gotykiem, czasem tylko z zachowaniem pierwotnego sensu nazewnictwa.

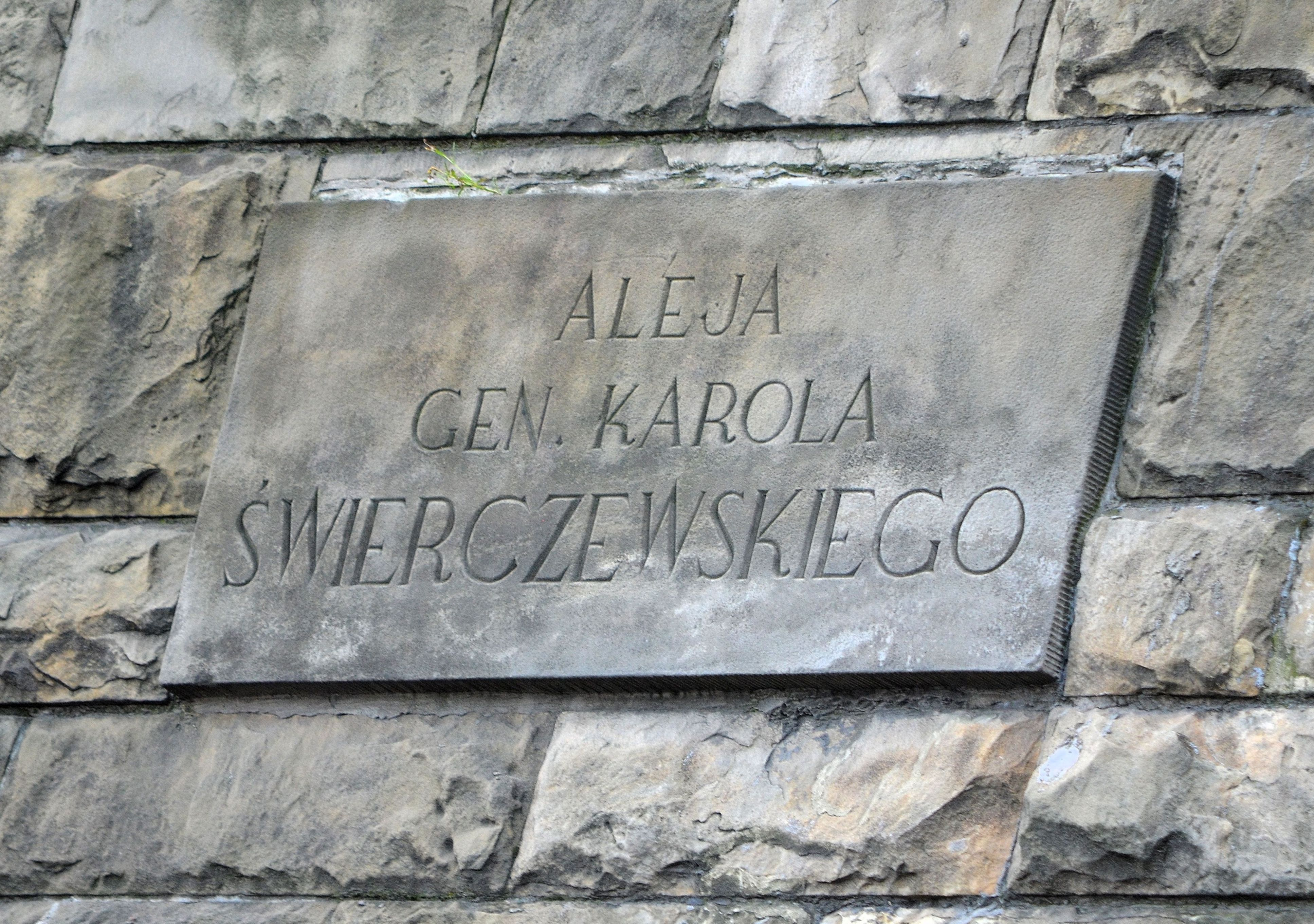
Nieistniejąca tablica z dawną nazwą alei „Solidarności” na murze oporowym tunelu Trasy W-Z

Okres powojenny to czas wielkich zmian w nazewnictwie ulic warszawskich. Związane one były z dążeniem do utrwalenia nowej władzy odwołującej się aktywnie do ideologii komunizmu. Podobne procesy dało się obserwować na terenie całego kraju. Zmiana nazewnictwa miała również związek z odbudową miasta, której często towarzyszyło wytyczanie nowych ciągów komunikacyjnych całkowicie burzących przedwojenną siatkę ulic. W okresie tzw. odwilży po śmierci Józefa Stalina, nazewnictwo w Warszawie dobierane było już w sposób mniej rygorystyczny pod względem aktualnego zapotrzebowania ideologicznego. Zaczęto również odwoływać się do postaci mniej lub bardziej znanych z historii Polski. W kwietniu 1954 na sesji Rady Narodowej m. st. Warszawy dokonano zmiany nazw 391 ulic stolicy głównie na obszarach peryferyjnych i w dzielnicach przyłączonych (do tej pory istniało m.in. 13 ulice o nazwie Polna, 10 ulic Granicznych, 8 Parkowych, 7 Ogrodowych, 6 Niecałych, 5 Królewskich i wiele innych o tej samej nazwie).

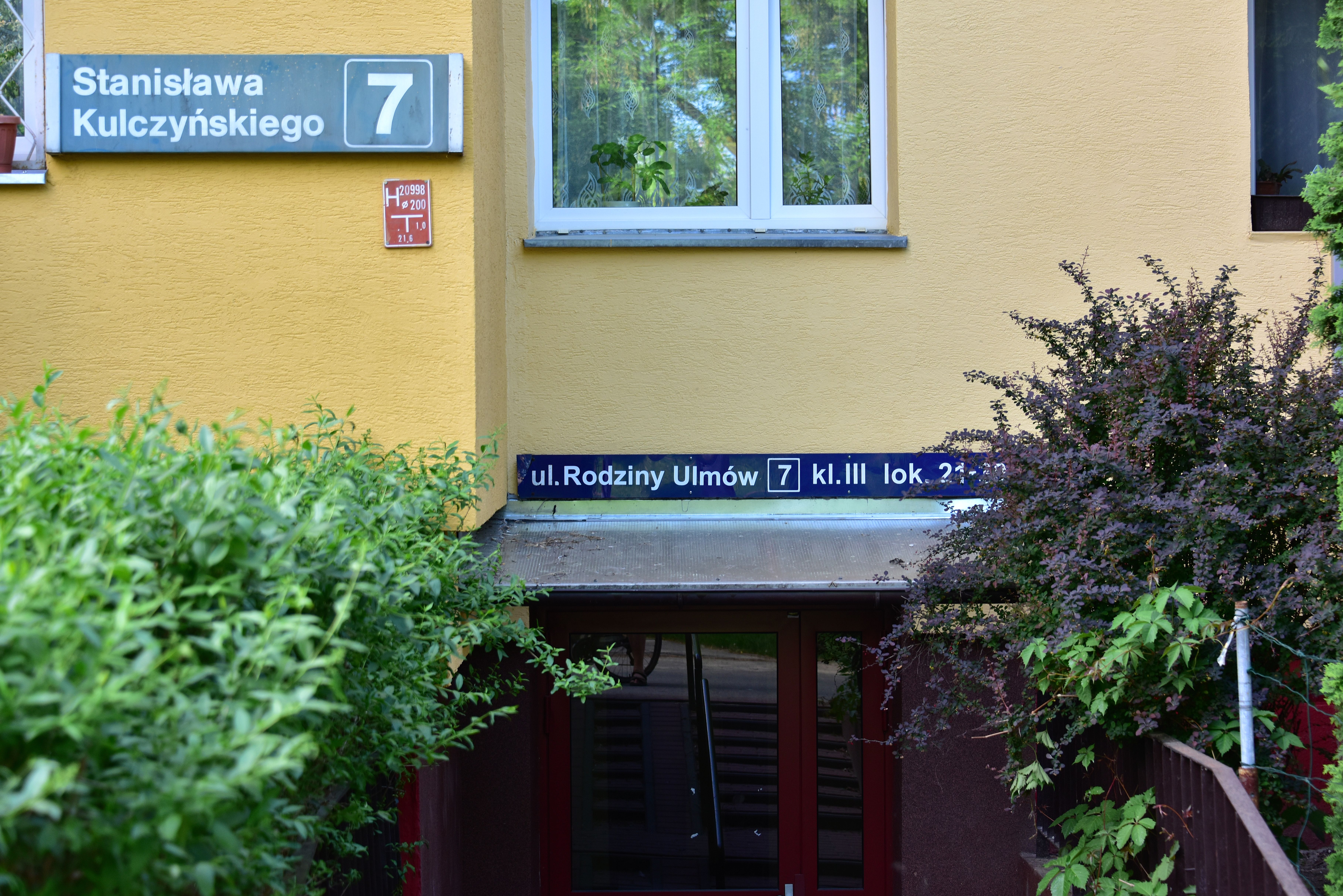
Jedna z kilkudziesięciu zmian wprowadzonych w 2017 zarządzeniem zastępczym wojewody mazowieckiego i uchylona wyrokiem Naczelnego Sądu Administracyjnego

Koniec lat 80. i początek lat 90. XX w. okazał się ponownie rewolucyjny dla nazewnictwa ulic. Wielokrotnie przywracano stare, przedwojenne nazwy, w miejsce nazw związanych z okresem „władzy ludowej”.
Współcześnie większość ulic uzyskuje nowe nazwy zarówno w wyniku postępujących przemian urbanistycznych, jak i nazywania obiektów dotąd nieposiadających nazw własnych. Ponadto zmianom sprzyja powiększanie się Warszawy, która wchłonęła takie miasta jak Rembertów czy Wesoła, posiadające własne nazwy ulic, dublujące się z nazwami warszawskimi. Ostatnia duża seria zmian miała miejsce pod koniec roku 2017, w związku z realizacją postanowień tzw. ustawy dekomunizacyjnej uchwalonej w 2016. Wówczas rada miasta zmieniła nazwy sześciu ulic, tak, aby nazwiska nowych patronów brzmiały jak dotychczasowych. Wojewoda mazowiecki uznał, że zmiana powinna dotknąć większej liczby ulic, i zarządzeniami zastępczymi zmienił 50 kolejnych nazw. W związku z tym nastąpił spór prawny, a na mocy wyroku Naczelnego Sądu Administracyjnego od początku 2019 zmiany zarządzone przez wojewodę zostały wycofane. Następnie rada miasta podjęła uchwały zmieniające część spornych nazw.
Z uwagi na koszty zmiany adresu wiele zgłaszanych projektów dotyczących zmian nazewniczych nie uzyskuje aprobaty samorządu miejskiego.
W 2012 Rada Warszawy dokonała szeregu korekt w nazwach ulic, skwerów i placów, których celem było sprostowanie błędów gramatycznych, składniowych i interpunkcyjnych.
Z punktu widzenia prawnego, problematyka zmian nazw ulic warszawskich jest uregulowana uchwałą Rady m.st. Warszawy z 2003 roku w sprawie systemu nadawania nazw warszawskim placom i ulicom. Zgodnie z nią wnioski w sprawach nadania nazw mogą być zgłaszane przez organy samorządowe, radnych (min. 3 osoby), mieszkańców Warszawy (min. 15 osób) i instytucje i organizacje mające siedzibę w Warszawie. Nowe nazwy muszą być zgodne z zasadami polskiej pisowni i nie mogą być nazwami kłopotliwymi w użytkowaniu (np. nazwy wielowyrazowe, niejasne, obce) czy też nazwami ośmieszającymi. Nazwy tworzone od nazwisk nie mogą być nadawane wcześniej niż po upływie 5 lat od daty śmierci osoby, która ma zostać upamiętniona.
Współcześnie zauważalny staje się pogląd, że nazwy ulic, ściśle związane z rozwojem historycznym i przestrzennym miasta, również stanowią swego rodzaju zabytki i w związku z tym powinny podlegać ochronie przed pochopnymi zmianami. O ryzyku z tym związanym wypowiedział się m.in. Jerzy Waldorff:
Ulice i place zasługują sobie latami na nazwy, które noszą. Pozbawianie ich tych dawnych nazw na cześć jakichś nowszych wielkich ludzi jest objawem lenistwa i chęci wykręcenia się sianem z obowiązków wdzięczności. Nie sztuką jest nazwać fragment miasta imieniem męża, który z epoką powstania tego fragmentu i jego historią niewiele miał wspólnego. Sztuką i rzetelnym dowodem uznania byłoby wybudowanie na cześć bohatera nowej ulicy, która by swym stylem odpowiadała stylowi ukształtowanych przez niego czasów.
Pogląd ten znalazł swoje odzwierciedlenie w istniejącym dla Warszawy stanie prawnym, zgodnie z którym zmiana istniejącej nazwy na nową może nastąpić wyłącznie w wyjątkowych przypadkach. Wszelkie decyzje dotyczące nazw winny natomiast uwzględniać zachowanie zgodności z tradycją i dziejami Warszawy oraz polskimi regułami nazewniczymi, utrzymywanie nazw utrwalonych w tradycji oraz uwzględnianie cech charakterystycznych dla danego rejonu, placu lub ulicy. Przy nadawaniu nazw należy wykorzystywać typy nazw pochodzące od nazw własnych, pospolitych oraz pamiątkowe, z zachowaniem równowagi między wymienionymi grupami. W miarę możliwości należy unikać dominacji nazw o charakterze pamiątkowym.

## Bemowo
| Nazwa pierwotna                                              | Nazwy przejściowe                                                                 | Nazwa obecna |
| ------------------------------------------------------------ | --------------------------------------------------------------------------------- | --- |
| Droga do Babic (przed 1800)                                  | Droga Górczewska (do 1916), Górczewska (do 1940), Leśna (Forststraße) (1941–1945) | Górczewska (od 1945) |
| Jana Kędzierskiego (do 2017)                                 | –                                                                                 | Apoloniusza Kędzierskiego (od 2017) |
| Tobruk                                                       | –                                                                                 | gen. Tadeusza Pełczyńskiego (1999.04.12) |
| Fortowa                                                      | –                                                                                 | Lazurowa (lata 30.) |
| Fortowa                                                      | Lazurowa (odcinek pomiędzy lotniskiem a WAT), Gen. Sylwestra Kaliskiego           | Gen. Witolda Urbanowicza (od 2017) |
| pl. Jana III Sobieskiego                                     |                                                                                   | pl. Kasztelański |
| Wrocławska (odcinek między Pirenejską a Piastów Śląskich)    | –                                                                                 | Żołnierzy Wyklętych (od 25 VI 2009; odcinek między Zachodzącego Słońca a Pirenejską nosił miano Wrocławskiej ponownie 14 I 2010–23 XII 2010) |
| Wrocławska (odcinek między Powstańców Śląskich a Pirenejską) | Żołnierzy Wyklętych (25 VI 2009–14 I 2010)                                        | Wrocławska |

## Białołęka
| Nazwa pierwotna | Nazwy przejściowe                           | Nazwa obecna                          |
| --- | ------------------------------------------- | ------------------------------------- |
| Modlińska | Bałtycka (Ostseestraße)                     | Modlińska (1941–1945)                 |
| most Toruński (do 1981) | –                                           | most gen. Stefana Grota-Roweckiego    |
| Świderska (pomiędzy Obrazkową i Przaśną) (od 1945.01.17)                                                                         | –                                           | Myśliborska (od 2006.04.06)           |
| Czeremchowa (pomiędzy Mehoffera i Klasyków)                                                                                      | –                                           | Papieska (od 2006.06.13)              |
| Nowoksiążkowa | Milana Rastislava Stefanika (od 1997-11-24) | gen. Milana Štefánika (od 2005-02-16) |
| św. Wincentego | –                                           | Ojca Aniceta (2004)                   |
| Topolowa | –                                           | Hanki Ordonówny                       |
| Bruszewska (odcinek równoległy do Płochocińskiej)                                                                                | –                                           | Rybacka (od 15 XII 2010)              |
| Zabłocka (odcinek między obszarem na północny wschód od skrzyżowania z ulicami Myśliborską i Delfina a trasą rowerową nad Wisłą) | –                                           | Ku Rzece (od 4 X 2017)                |
| Anastazego Kowalczyka | –                                           | Jana Kowalczyka (od 4 X 2017)         |
| Przyrzecze (odcinek między Kępą Tarchomińska a Szawelską)                                                                        | –                                           | Bukowska (od 30 IV 2019)              |

## Bielany
| Nazwa pierwotna                                  | Nazwy przejściowe | Nazwa obecna |
| ------------------------------------------------ | --- | --- |
| Teodora Duracza                                  | – | Zbigniewa Romaszewskiego (od 2017 według zarządzenia zastępczego wojewody mazowieckiego, od 3 sierpnia 2019 według uchwały rady miasta) |
| Grodecka, al. Władysława Reymonta (od 1952)      | – | Michała Oczapowskiego (od 1962) |
| Lucjana Rudnickiego                              | – | gen. Klemensa Stanisława Rudnickiego (od 2017)                                                                                          |
| pl. Jedności                                     | pl. Północny (Nordplatz) (1941–1945)                                                                                          | zlikwidowany wraz z budową trasy AK |
| Powązkowska                                      | Cmentarna (Friedhofstraße) (1941–1945)                                                                                        | Powązkowska |
| al. Konstytucji                                  | – | al. Władysława Reymonta (od 1961.11.24)                                                                                                 |
| al. Zjednoczenia                                 | al. Zachodnia (Westendallee) (1941–1945)                                                                                      | al. Zjednoczenia |
| Gwiaździsta (fragment w Lesie Bielańskim)        | – | Dewajtis (od 1968) |
| Gwieździsta (1952−1956), Kamedułów (do 1952)     | – | Gwiaździsta |
| al. Konstytucji (do 1952)                        | al. Władysława Reymonta(1952–1956)                                                                                            | Samuela Bogumiła Lindego |
| Antoniego Parola (od 1961)                       | – | Józefa Sawy-Calińskiego (od 2017) |
| Powązkowska (od trasy AK do Powstańców Śląskich) | – | gen. Stanisława Maczka (od 1999) |
| Wincentego Pstrowskiego                          | | Zgrupowania AK „Kampinos” (od 23.10.2006)                                                                                               |
| Trakt Marymoncki (do ok. 1800)                   | Mikołajewska (do ok. 1900), szosa Zakroczymska (do 1919), szosa Marymoncka (do 1922), Modlińska (Modliner Straße) (1941–1945) | Marymoncka |
| most Północny (nazwa nieoficjalna)               | – | Most Marii Skłodowskiej-Curie (od 2011)                                                                                                 |
| most Toruński                                    | – | Most Gen. Stefana Grota-Roweckiego (od 1981)                                                                                            |

## Mokotów
| Nazwa pierwotna                                                         | Nazwy przejściowe                                                               | Nazwa obecna |  |
| ----------------------------------------------------------------------- | ------------------------------------------------------------------------------- | --- |  |
| Juliana Bruna (do 2017)                                                 | –                                                                               | Giordana Bruna (od 2017) |  |
| Topolowa (Koszykowa – Pole Mokotowskie)                                 | al. Niepodległości Nordsüdallee (1939–1945)                                     | al. Niepodległości |  |
| Dłużewska                                                               | –                                                                               | zniknęła z planu miasta |  |
| Niepodległości                                                          | Edwarda Abramowskiego (fragment)                                                | Mariana Zdziechowskiego (od 20 IV 2018)                                                                                          |  |
| Nowoaleksandryjska                                                      | Feldherrnallee (1939–1945)                                                      | Puławska |  |
| Racławicka                                                              | Rolna (Ackerstraße) (1939–1945)                                                 | Racławicka |  |
| Skolimowska                                                             | Tiroler Straße (1939–1945)                                                      | Skolimowska |  |
| Adolfa Warskiego                                                        | –                                                                               | Jana Bytnara „Rudego” |  |
| Wołoska                                                                 | Władimira Komarowa                                                              | Wołoska (1998) |  |
| Łomnicka                                                                | –                                                                               | św. Szczepana (2004) |  |
| Franciszka Bartoszka                                                    | –                                                                               | Stanisława Pyjasa (od 2017 według zarządzenia zastępczego wojewody mazowieckiego, od 3 sierpnia 2019 według uchwały rady miasta) |  |
| Spokojna                                                                | Włodarzewska                                                                    | Niepodległości (od lat 30. XX w.) (Aleja Niepodległości w Warszawie)                                                             |  |
| Juliusza Fučika Sopocka ulica bez nazwy                                 | –                                                                               | Juliusa Fučika (od 23 X 2010) |  |
| Łucznicza (odcinek od Korzennej do końca prostopadłej do kanału części) | –                                                                               | Gorąca (od 26 VII 2018) |  |
| Jawaharlala Nehru                                                       | –                                                                               | al. Polski Walczącej (odcinek między Czerniakowską a Zwierzyniecką) (od 8 V 2019)                                                |  |
| Wyjazd (odcinek między Wyjazd a Żwirki i Wigury)                        | –                                                                               | Jana Pawła Woronicza (fragment) (od 24 XII 2019)                                                                                 |  |
| Fortowa droga                                                           | Wołoska, Karola Chodkiewicza, św. Andrzeja Boboli (różne odcinki, różne okresy) | św. Andrzeja Boboli (od 2002) |  |

## Ochota
| Nazwa pierwotna                                                      | Nazwy przejściowe                           | Nazwa obecna                     |
| -------------------------------------------------------------------- | ------------------------------------------- | -------------------------------- |
| Wery-Kostrzewy                                                       |                                             | Bitwy Warszawskiej 1920 r.       |
| gen. Józefa Bema (do 1945)                                           |                                             | al. Bohaterów Września (od 1945) |
| al. Wielkopolski                                                     | Kraju Warty (Wartheland-Straße) (1943–1945) | al. Wielkopolski                 |
| Bolesława Prusa(do 1934)                                             |                                             | Adama Asnyka                     |
| Opaczewska (do 1960) (odcinek między Żwirki i Wigury a ul. Grójecką) |                                             | Stefana Banacha                  |
| Nowo-Czysta (do 1920)                                                |                                             | Barska                           |
| droga Kościelna, droga Parafialna, Kościelna (do 1919)               |                                             | gen. Józefa Bema                 |
| Nowo-Szczęśliwicka (do 1920)                                         |                                             | Berestecka                       |
| Nowosolipsowska                                                      | –                                           | Sadurka                          |
| Solipsowska                                                          | –                                           | Włodarzewska (od 12.04.1954)     |

## Praga-Południe
| Nazwa pierwotna          | Nazwy przejściowe                                                     | Nazwa obecna |
| ------------------------ | --------------------------------------------------------------------- | --- |
| Bolesława Bieruta        |                                                                       | gen. Augusta Emila Fieldorfa „Nila”                                                                                               |
| Sprzeczna                | Przeczna Moskiewska (1900–1919)                                       | Jana Zamoyskiego |
| Wersalska                | Wodna (Wasserstraße) (1941–1945)                                      | Wersalska |
| Berka Joselewicza        | Wąska (Schmale Straße) (1941–1945)                                    | Berka Joselewicza |
| al. Zieleniecka          | al. Wojska Polskiego al. Parku Wschodniego (Ostparkallee) (1941–1945) | al. Zieleniecka |
| Trakt Brzeski            | Wschodnia (Ostenstraße) (1941–1945)                                   | Grochowska |
| gen. Franciszka Jóźwiaka |                                                                       | gen. Romana Abrahama |
| Wał Miedzeszyński        | Uzdrowiskowa (Kurstraße) (1941–1945)                                  | Wał Miedzeszyński |
| Parczewska               |                                                                       | kard. Aleksandra Kakowskiego |
| Płowce                   | Trawnikowa (Rasenstraße) (1941–1945)                                  | Płowce |
| al. Stanów Zjednoczonych | Europejska (Europäische Straße) (1941–1945)                           | al. Stanów Zjednoczonych |
| Aleksandra Zawadzkiego   |                                                                       | gen. Tadeusza Bora-Komorowskiego                                                                                                  |
| Sylwestra Bartosika      | –                                                                     | Grzegorza Przemyka (od 2017 według zarządzenia zastępczego wojewody mazowieckiego, od 3 sierpnia 2019 według uchwały rady miasta) |

## Praga-Północ
| Nazwa pierwotna | Nazwy przejściowe | Nazwa obecna                                        |
| --- | --- | --------------------------------------------------- |
| Bertolda Brechta | | Bertolta Brechta (2005)                             |
| Ireny Kosmowskiej | | Heleny Rzeszotarskiej (2004)                        |
| Wiosenna (zmiana dotyczy tzw. ul. Wiosennej „b” – odcinka ulicy od Grodzieńskiej do al. „Solidarności”, odcinek „a” od Radzymińskiej do Tarchomińskiej zachował dotychczasową nazwę) | | Ireny Kosmowskiej (2004)                            |
| Esplanadowa (od Targowej do Konopackiej), Śliwicka (od Konopackiej do torów kolei obwodowej)                                                                                         | 11 Listopada (1919–1941), Esplanadowa (Esplanadenstraße) (1941–1945) | 11 Listopada (od 1945)                              |
| Zygmuntowska (odcinek od mostu do Targowej) (do 1949.07.22) | al. gen. Karola Świerczewskiego | al. „Solidarności”                                  |
| Konstantynowska (do 1917.02.07) | | Floriańska                                          |
| Wojciecha Gersona | Stacyjna (Stationstraße) (1941–1945) | Wojciecha Gersona                                   |
| Ogrodowa (do 1916) | Helska | nie istnieje                                        |
| Moskiewska (od Zamoyskiego do al. „Solidarności”) (1900–1919), Petersburska (od al. „Solidarności” do torów) (do 1919), Szosa Petersburska (od torów do Toruńskiej) (do 1919)        | Jagiellońska (odcinek Zamoyskiego–tory) (do 1941), Modlińska (odcinek tory–Toruńska) (do 1941), Królewiecka (Königsberger Straße) (odcinek Zamoyskiego–tory) (1941–1945), Bałtycka (Ostseestraße) (odcinek tory–Toruńska) (1941–1945), al. Stalingradzka (od al. „Solidarności” do torów) (1952–1955), Modlińska (odcinek tory–Toruńska) (1945–1955), al. Stalingradzka (od Cyryla i Metodego do Toruńskiej) (1955–1992) Jagiellońska (od Zamoyskiego do Cyryla i Metodego) (do 1992) | Jagiellońska (Całość) (od 1992)                     |
| Szeroka (do 1949) | Karola Wójcika (1949–1991) | ks. Ignacego Kłopotowskiego (od 1991)               |
| Górna (do 1916) | Królewiecka | nie istnieje                                        |
| Michałowska (do 1919) | Waleriana Łukasińskiego (1919–1941), Michałowska (Michaelstraße) (1941–1945) | Waleriana Łukasińskiego (od 1945)                   |
| most Aleksandryjski (do 1919) | most Kierbedzia (1919–1941), most Miejski (Stadtbrücke) (1941–1945) | nie istnieje                                        |
| Brukowa (do 1948) | | Stefana Okrzei (od 1948)                            |
| park Praski (do 1998.06.15) | | park Praski im. Żołnierzy 1. Armii Wojska Polskiego |
| pl. Juliana Leńskiego (1957.05.28–1991.01.24) | | pl. gen. Józefa Hallera                             |
| Namiestnikowska (do 1930) | | Józefa Sierakowskiego                               |
| Sokola | Jastrzębia (Habichtstraße) (1941–1945) | Sokola                                              |

## Rembertów
| Nazwa pierwotna                                   | Nazwy przejściowe                   | Nazwa obecna                                |
| ------------------------------------------------- | ----------------------------------- | ------------------------------------------- |
| Małgorzaty Fornalskiej (do 1998.05.25)            |                                     | majora Franciszka Amałowicza „Tatara”       |
| generała Władysława Sikorskiego (1951–1981.01.05) |                                     | Arsenalska                                  |
| Naftalego Botwina (do 1998.06.18)                 |                                     | Eugeniusza Bocheńskiego „Dubańca”           |
| Konstantego Budkiewicza                           | Mieczysława Heymana (do 1998.06.18) | Stefana Łyszkiewicza „Pechowca”             |
| Wiktora Białego (do 1998.06.18)                   |                                     | Zawiszaków                                  |
| Janka Krasickiego (do 1998.06.18)                 |                                     | Zesłańców Polskich                          |
| 22 Lipca (do 1998.05.25)                          |                                     | generała Karola Ziemskiego „Wachnowskiego”  |
| Antoniego Wieczorkiewicza (do 1998.05.25)         |                                     | al. generała Antoniego Chruściela „Montera” |
| Róży Luksemburg                                   |                                     | Księdza Stanisława Skrzeszewskiego          |

## Śródmieście
| Nazwa pierwotna                                                              | Nazwy przejściowe | Nazwa obecna |
| ---------------------------------------------------------------------------- | --- | --- |
| Nalewki                                                                      | Bohaterów Ghetta (1953-2012) Bohaterów Getta (2012-2019) | Stare Nalewki (od 24 XII 2019) |
| Gęsia                                                                        | – | Mordechaja Anielewicza (od 31.12.1955) |
| Solna, Franciszka Ksawerego Druckiego-Lubeckiego, Nowokarmelicka, Parysowska | al. Juliana Marchlewskiego | al. Jana Pawła II (po 1990) |
| Leszno                                                                       | al. Karola Świerczewskiego | al. „Solidarności” (po 1990) (uwaga: część ul. Leszno zachowała swą nazwę) |
| droga Jerozolimska (do 1850)                                                 | ul. Jerozolimska (przełom XIX i XX w.), Al. Jerozolimskie (1916–1940; od pl. Zawiszy do Nowego Światu), al. 3 Maja (1916–1943; od Nowego Światu do linii Wisły), Bahnhofstraße (1941–1943; od pl. Zawiszy do Nowego Światu), Reichsstraße (1943–1945; od pl. Zawiszy do Nowego Światu), Ostlandstraße (1943–1945; od Nowego Światu do linii Wisły), al. 3 Maja (1945–27 XI 1946; od Nowego Światu do linii Wisły), al. Generała Władysława Sikorskiego (27 XI 1946–22 VI 1949; od Marszałkowskiej do linii Wisły) | Al. Jerozolimskie (od 1945; 1945–22 VI 1949 bez odcinka od Nowego Światu do Smolnej, 27 XI 1946–22 VI 1949 bez odcinka od Marszałkowskiej do Nowego Światu), w 1969 nazwą objęto przedłużenie ulicy od pl. Zawiszy do granicy miasta → hasło ulicy al. 3 Maja (od 22 VI 1949; od Smolnej do linii Wisły) → hasło ulicy |
| al. Józefa Piłsudskiego (1935–1949)                                          | al. Armii Ludowej (1949–9 XI 2017) Lecha Kaczyńskiego (10 XI 2017–4 II 2018) Trasa Łazienkowska (5 II 2018–7 II 2018) Lecha Kaczyńskiego (7 II 2018–7 XII 2018) | al. Armii Ludowej (od 7 XII 2018) |
| Foksal                                                                       | Bronisława Pierackiego, Foksalstraße (1939–1945), Młodzieży Jugosłowiańskiej | Foksal |
| Kaliksta                                                                     | | Jana i Jędrzeja Śniadeckich |
| Matejki                                                                      | Instytutowa (Institutstraße) (1939–1945) | Matejki |
| Piusa XI (od 1930–1949)                                                      | Piusa (w czasie okupacji niemieckiej) | Piękna (od 1949) |
| rondo Babka                                                                  | | rondo Zgrupowania AK „Radosław” (od 2001) |
| Przejazd (1766–1947)                                                         | Nowomarszałkowska (1947–1948), Marcelego Nowotki (1948–1990) | gen. Władysława Andersa |
| Przeskok (do 2017)                                                           | – | Kazimierza Brokla (od 2017) |
| Agrykola                                                                     | Agrykola Dolna Ułańska (1901–1919) Dragonów (Dragonerstraße) (1943–1945) | Szwoleżerów (uwaga: część ul. Agrykola zachowała swą nazwę) |
| Chmielna (fragment od Nowego Światu do Marszałkowskiej)                      | Henryka Rutkowskiego | Chmielna |
| Parkowa                                                                      | Parku Łazienkowskiego (Seegartenstraße) (1940–1945) | Parkowa |
| Lądowa                                                                       | Palatynacka (Pfälzerstraße) (1943–1945) | Lądowa |
| Kręta                                                                        | W Kącie (Im Winkel) (1943–1945) | Kręta |
| droga do Alei, alea do Belwederu (XVIII/XIX w.)                              | Okopowa (XVIII w.), Bagatela (1870–1939), Bydgoska (Bromberger Straße) (1940–1945) | Bagatela |
| Huzarska (1818–1921)                                                         | Husarska (Husarenstraße) (1941–1945) | 29 Listopada |
| droga do Ujazdowa (do 1724)                                                  | droga Kawaleryjska (1724–ok. 1784), alea Kawaleryjska (ok. 1784–poł. XIX w.), Al. Ujazdowskie (poł XIX w–1939), al. Lipowa (Lindenallee) (1940–1944), Siegesstraße (1944–1945), al. Stalina (1945–1956), | ul. Belwederska (od poł. XIX w.) od granic miasta do ul. Agrykola, Al. Ujazdowskie |
| pl. Bankowy (1825–1951)                                                      | pl. Feliksa Dzierżyńskiego (1951–1990) | pl. Bankowy |
| pl. Dzieciątka Jezus (1839–1870)                                             | pl. Warecki (1870-1921), pl. Napoleona (1921–1945) | pl. Powstańców Warszawy |
| pl. Saski                                                                    | pl. Zwycięstwa (1945–90), Adolf-Hitler-Platz (1940–45), pl. Józefa Piłsudskiego (1935-1939), pl. Soborowy | pl. marsz. Józefa Piłsudskiego |
| Zgoda                                                                        | Władysława Hibnera | Zgoda |
| Złota (fragment)                                                             | Władysława Kniewskiego | Złota |
| Żabia                                                                        | | Marszałkowska |
| Sadowa                                                                       | | Ignacego J. Skorupki |
| Jaworzyńska (odcinek między Polną a Ludwika Waryńskiego)                     | – | Progi (od 8 XII 2017) |

## Targówek
| Nazwa pierwotna                                                                    | Nazwy przejściowe                                                                                       | Nazwa obecna                           |
| ---------------------------------------------------------------------------------- | --- | -------------------------------------- |
| Górna (do ok. 1920)                                                                | | Bartnicza                              |
| Mylna (do ok. 1929)                                                                | | Bazyliańska                            |
| bpa Władysława Bandurskiego (do 1967.10.09)                                        | | Janowiecka                             |
| Gustawa Reichera (do 2017)                                                         | – | Michała Reichera (od 2017)             |
| Sądowelska                                                                         | | nie istnieje                           |
| szosa Radzymińska (do ok. 1890), Prawa Szosa (do ok. 1890) od Ząbkowskiej do torów | Radzymińska, Wileńska (Wilnaer Straße) (1941–1945), Generalska (1951–1992) od Trockiej do granic miasta | Radzymińska                            |
| księcia Jaremy (do 1951.12.22)                                                     | | Skrajna                                |
| Budowlana (odcinek między Piotra Wysockiego a św. Wincentego)                      | – | Matki Teresy z Kalkuty (od 19 VI 2011) |

## Ursus
| Nazwa pierwotna                    | Nazwy przejściowe                               | Nazwa obecna                |
| ---------------------------------- | ----------------------------------------------- | --------------------------- |
| Sosnowa (do 1978)                  | Brygad Międzynarodowych (1979.01.01–1990.12.13) | Kompanii „Kordian”          |
| Zofii Nałkowskiej                  | Stefana Królikowskiego (1977–1990.12)           | Orląt Lwowskich             |
| Wawelska (do 1978)                 | Piotra Kupidłowskiego (1978–1990.12)            | Kazimierza Sosnkowskiego    |
| Henryka Sienkiewicza               | Jana Mizerkiewicza (1977–1990.12)               | Stanisława Wojciechowskiego |
| Przodowników Pracy (1977–1990.12)  |                                                 | Walerego Sławka             |
| Hanki Sawickiej (1977–1990.12)     |                                                 | Kazimierza Pużaka           |
| Kilińskiego (do 1978)              | Aleksandra Waszkiewicza (1978–1990.12)          | Plutonu „Torpedy”           |
| Świerczewskiego                    | Tadeusza Żarskiego (1977–1990.12)               | Andrzeja Szomańskiego       |
| Solidarności Robotniczej (do 1978) |                                                 | Wiosny Ludów                |
| Jana III Sobieskiego (do 1978)     |                                                 | Dzieci Warszawy             |
| Zachodnia (do 1978)                |                                                 | Kajetańska                  |
| Rejtana (do 1978)                  |                                                 | Wysoczyńska                 |
| Wspólna (do 1978)                  |                                                 | Piskorska                   |
| Czarneckiego (do 1978)             |                                                 | Ochocka                     |
| Narutowicza (do 1978)              |                                                 | Kuźnicy Kołłątajowskiej     |
| Bracka (do 1978)                   |                                                 | II Armii Wojska Polskiego   |
| Paderewskiego (do 1978)            |                                                 | Michała Spisaka             |
| Adama Mickiewicza (do 1978)        |                                                 | Władysława Jagiełły         |
| Wojska Polskiego (do 1978)         |                                                 | Orłów Piastowskich          |
| Baśniowa (do 1978)                 |                                                 | Konińska                    |
| Inżynierska (do 1978)              |                                                 | Adamieckiego                |
| Słoneczna (do 1978)                |                                                 | Zielonogórska               |
| Sowińskiego (do 1978)              |                                                 | Rakietników                 |
| Marysieńki (do 1978)               |                                                 | Szancera                    |

## Ursynów
| Nazwa pierwotna                                                                            | Nazwy przejściowe                                                                                   | Nazwa obecna                               |
| ------------------------------------------------------------------------------------------ | --------------------------------------------------------------------------------------------------- | ------------------------------------------ |
| Pawła Findera                                                                              | | rtm. Witolda Pileckiego                    |
| Jana Rosoła (do 2005.09.19) – fragment                                                     | | al. Jana Rodowicza „Anody”                 |
| Nowoursynowska (do 1998.03.02) – fragment                                                  | | Zbigniewa Kiedacza                         |
| Trakt Lubelski (do 1870)                                                                   | Nowoaleksandryjska (do 1917.02.07), Puławska (1917–1941), al. Dowódców (Feldherrnallee) (1941–1945) | Puławska (od 1945)                         |
| Józefa Feliksa Ciszewskiego (od 1975.03.03) – fragment od Płaskowickiej do rtm. Pileckiego | –                                                                                                   | Wilhelma Konrada Roentgena (od 1995.10.20) |
| Józefa Feliksa Ciszewskiego (do 2017) – fragment od rtm. Pileckiego do Nowoursynowskiej    | –                                                                                                   | Jana Ciszewskiego (od 2017)                |
| Związku Walki Młodych                                                                      | Józefa Andrzeja Szczepańskiego (1997.04.07–1998.02.28)                                              | Związku Walki Młodych                      |
| księdza Wyrębowskiego (do 1967.10.09)                                                      | | Beli Bartoka                               |
| Słonki (do 1997.06.19) – fragment ulicy przy torze technicznym metra                       | | Jerzyka                                    |

## Wawer
| Nazwa pierwotna                                         | Nazwy przejściowe | Nazwa obecna             |
| ------------------------------------------------------- | ----------------- | ------------------------ |
| Folwarczna                                              |                   | Lucerny                  |
| 10 lutego                                               |                   | Zwoleńska                |
| Śnieżki (do 1978 roku)                                  |                   | Kościuszkowców           |
| Przyjaźni Polsko-Czechosłowackiej (do 1998 roku)        |                   | Przyjaźni                |
| Tawułkowa (odcinek między wiaduktem nad S2 a Bysławską) | –                 | Liliowa (od 15 VII 2009) |

## Wesoła
| Nazwa pierwotna         | Nazwy przejściowe | Nazwa obecna |
| ----------------------- | ----------------- | --- |
| Lenina                  |                   | Brata Alberta |
| Wincentego Pstrowskiego | –                 | Bohaterów z Kopalni „Wujek” (od 2017 według zarządzenia zastępczego wojewody mazowieckiego, od 3 sierpnia 2019 według uchwały rady miasta) |
| 15-go Grudnia           |                   | gen. Władysława Sikorskiego |

## Wilanów
| Nazwa pierwotna           | Nazwy przejściowe | Nazwa obecna                |
| ------------------------- | ----------------- | --------------------------- |
| Przyczółkowa (fragment)   |                   | Łukasza Drewny              |
| Lwowska (do 1951 roku)    |                   | Łowcza                      |
| Jaworowska (do 1952 roku) |                   | Rumiana                     |
| Wiertnicza (fragment)     |                   | Kostki Potockiego           |
| Szosa Królewska           |                   | Aleja Wilanowska (fragment) |

## Włochy
| Nazwy przed przyłączeniem do Warszawy                                                          | Nazwa po przyłączeniu do Warszawy w 1951 | Nazwy pośrednie        | Nazwa obecna |
| ---------------------------------------------------------------------------------------------- | ---------------------------------------- | ---------------------- | --- |
|                                                                                                | 17 stycznia                              | –                      | Komitetu Obrony Robotników (od 2017 według zarządzenia zastępczego wojewody mazowieckiego, od 3 sierpnia 2019 według uchwały rady miasta) |
|                                                                                                | Bukszpanowa (do 1967.10.09)              |                        | Franciszka Hynka |
| Jelonkowska, Piłsudskiego (do 1947), Wyzwolenia (1947–1960)                                    | Wyzwolenia (do 1960)                     |                        | Globusowa (od 1960) |
| Kościuszki                                                                                     | Popularna                                |                        | Popularna |
| Mickiewicza                                                                                    | Mikowa (do 1994)                         |                        | ks. Juliana Chrościckiego (od 1994) |
| Moniuszki                                                                                      | Przyłęcka                                |                        | Przyłęcka |
| Ogrodowa                                                                                       |                                          |                        | Wesoła |
| Sieradzka (do 1937), E. Rydza-Śmigłego (1937–1939), Sieradzka (1939–1945), Stalina (1945–1954) | Stalina (do 1954)                        |                        | Potrzebna (od 1954) |
|                                                                                                | Solipsowska                              | Włodarzewska (od 1954) | Szybka (od 2014) – fragment wschodni, Wiktoryn (od 2015) – fragment zachodni                                                              |
| Żwirki i Wigury, Lotników (Straße der Flieger) (1941–1945), Żwirki i Wigury                    | Żwirki i Wigury                          | Rokitnicka (1955–1960) | Żwirki i Wigury |

## Wola
| Nazwa pierwotna           | Nazwy przejściowe             | Nazwa obecna |
| ------------------------- | ----------------------------- | --- |
| Rawska                    | al. Rewolucji Październikowej | al. Prymasa Tysiąclecia |
| al. gen. Świerczewskiego  |                               | al. „Solidarności” |
| Ceglana                   | I. L. Pereca                  | Icchoka Lejba Pereca |
| Dworska                   |                               | Kasprzaka |
| Droga Królewska           |                               | Prądzyńskiego |
| Kościelna Wolska          |                               | Bema |
| Łuszczewska               |                               | Żmichowskiej |
| Młynarska Tylna           | Patrice’a Lumumby             | Płocka |
| Nadieżdy Krupskiej        |                               | Batalionu AK „Pięść” |
| Nowowolska                | Staszyca                      | Staszica |
| Jana Paszyna              |                               | Gliniana |
| Przejazd                  |                               | Nowolipki |
| Szosa Kaliska             |                               | Wolska |
| Artura Zawiszy „Czarnego” |                               | Czorsztyńska |
| Małego Franka             | –                             | Danuty Siedzikówny „Inki” (od 2017 według zarządzenia zastępczego wojewody mazowieckiego, od 3 sierpnia 2019 według uchwały rady miasta) |
| Narcyzy Żmichowskiej      | –                             | al. Narcyzy Żmichowskiej (od 12 VIII 2009)                                                                                               |

## Żoliborz
| Nazwa pierwotna                   | Nazwy przejściowe | Nazwa obecna                              |
| --------------------------------- | --- | ----------------------------------------- |
| pl. Stefana Żeromskiego (do 1928) | pl. Thomasa Woodrowa Wilsona (1928–1940), pl. Gdański (Danziger Platz) (1940–1945), pl. Komuny Paryskiej (1953.05.28) | pl. Thomasa Woodrowa Wilsona (1990.02.28) |
| Stołeczna (lata 30.)              | – | ul. ks. Jerzego Popiełuszki (1993.10.06)  |
| Zaułek (1951.12.20)               | – | Stefana Pogonowskiego (1991.01.09)        |
| Marymoncka (do 1938)              | Juliusza Słowackiego (1938–1941), Modlińska (Modliner Straße) (1941–1945)                                             | Juliusza Słowackiego                      |
| Jarosława Dąbrowskiego (1916)     | – | Trojaka (od 1950)                         |
| Brzegowa (1919)                   | – | Wybrzeże Gdańskie (po 1945)               |
| al. Gwardii (1920)                | al. Sportowa (Sportallee) (1940)                                                                                      | al. Wojska Polskiego (po 1945)            |
| Antoniny Sokolicz                 | – | ks. Teofila Boguckiego (1998.05.25)       |
| Lucjana Szenwalda                 | – | Bitwy pod Rokitną (od 2004)               |
| Aleksandra Waszkowskiego (1920)   | – | Cudnowska (po 1945)                       |
| Henryka Dembińskiego              | Stawowa (Teichstraße) (1941–1945)                                                                                     | Henryka Dembińskiego                      |
| Stanisława Skrypija (1961.11.24)  | – | Krechowiecka (1991.01.09)                 |
| Pochyła (1953.05.28)              | – | Leopolda Lisa-Kuli (1990.02.28)           |
| Romana Boguckiego                 | – | Witolda Lutosławskiego (1998.06.18)       |
| Adama Mickiewicza (lata 30.)      | Inwalidów (Invalidenstraße) (1940–1945)                                                                               | Adama Mickiewicza (od 1945)               |
| Ustronie (do 1939)                | | Teodora Toeplitza                         |